# Albert Sambi Lokonga
Albert-Mboyo Sambi Lokonga (Bruselas, 22 de octubre de 1999) es un futbolista belga que juega en la demarcación de centrocampista para el Arsenal F. C. de la Premier League.

## Trayectoria
Tras empezar a formarse como futbolista en el R. S. C. Anderlecht, finalmente hizo su debut con el primer equipo el 22 de diciembre de 2017 en la vigésima jornada de la Primera División de Bélgica contra el K. A. S. Eupen, llegando a disputar la totalidad de los minutos del partido. No fue hasta la temporada 2019-20 cuando tuvo mayor presencia en el terreno de juego y, tras jugar 78 encuentros desde el día de su debut, en julio de 2021 fue traspasado al Arsenal F. C. inglés firmando un contrato de larga duración. Año y medio después fue cedido al Crystal Palace F. C. hasta el final de la temporada 2022-23. La siguiente volvió a ser prestado, esta vez al Luton Town F. C. Acumuló una tercera cesión en julio de 2024 en el Sevilla F. C., con el que disputó 23 partidos.

## Selección nacional
El 2 de septiembre de 2021 debutó con la selección de Bélgica en un partido de clasificación para el Mundial 2022 ante Estonia que ganaron por 2-5.

## Estadísticas

### Clubes
Actualizado al último partido disputado el 18 de mayo de 2025.
| Club                            | Div.          | Temporada     | Liga  | Liga  | Copas nacionales | Copas nacionales | Copas internacionales | Copas internacionales | Total | Total |
| Club                            | Div.          | Temporada     | Part. | Goles | Part.            | Goles            | Part.                 | Goles                 | Part. | Goles |
| ------------------------------- | ------------- | ------------- | ----- | ----- | ---------------- | ---------------- | --------------------- | --------------------- | ----- | ----- |
| R. S. C. Anderlecht · Bélgica   | 1.ª           | 2017-18       | 6     | 0     | 0                | 0                | 0                     | 0                     | 6     | 0     |
| R. S. C. Anderlecht · Bélgica   | 1.ª           | 2018-19       | 7     | 0     | 0                | 0                | 2                     | 0                     | 9     | 0     |
| R. S. C. Anderlecht · Bélgica   | 1.ª           | 2019-20       | 23    | 0     | 3                | 0                | —                     | —                     | 26    | 0     |
| R. S. C. Anderlecht · Bélgica   | 1.ª           | 2020-21       | 33    | 3     | 4                | 0                | —                     | —                     | 37    | 3     |
| R. S. C. Anderlecht · Bélgica   | Total club    | Total club    | 69    | 3     | 7                | 0                | 2                     | 0                     | 78    | 3     |
| Arsenal F. C. Inglaterra        | 1.ª           | 2021-22       | 19    | 0     | 5                | 0                | —                     | —                     | 24    | 0     |
| Arsenal F. C. Inglaterra        | 1.ª           | 2022-23       | 6     | 0     | 3                | 0                | 6                     | 0                     | 15    | 0     |
| Arsenal F. C. Inglaterra        | Total club    | Total club    | 25    | 0     | 8                | 0                | 6                     | 0                     | 39    | 0     |
| Crystal Palace F. C. Inglaterra | 1.ª           | 2022-23       | 9     | 0     | —                | —                | —                     | —                     | 9     | 0     |
| Crystal Palace F. C. Inglaterra | Total club    | Total club    | 9     | 0     | 0                | 0                | 0                     | 0                     | 9     | 0     |
| Luton Town F. C. Inglaterra     | 1.ª           | 2023-24       | 17    | 1     | 2                | 0                | —                     | —                     | 19    | 1     |
| Luton Town F. C. Inglaterra     | Total club    | Total club    | 17    | 1     | 2                | 0                | 0                     | 0                     | 19    | 1     |
| Sevilla F. C. · España          | 1.ª           | 2024-25       | 22    | 0     | 1                | 0                | —                     | —                     | 23    | 0     |
| Sevilla F. C. · España          | Total club    | Total club    | 22    | 0     | 1                | 0                | 0                     | 0                     | 23    | 0     |
| Total carrera                   | Total carrera | Total carrera | 142   | 4     | 18               | 0                | 8                     | 0                     | 168   | 4     |